# Bruno Cassirer
Bruno Cassirer (12. prosince 1872 ve Wroclawi – 29. října 1941 v Oxfordu) byl vydavatel a majitel galerie v Berlíně, který měl vliv na kulturní život ve městě.

## Život
Bruno Cassirer se narodil jako druhé dítě židovských manželů Julia a Julcher Cassirerových. V roce 1890 ukončil Leibniz-Gymnasium v Berlíně. V roce 1898 si s bratrancem Paulem Cassirerem otevřel v Berlíně galerii a obchod s knihami. 2. května 1898 stáli Paul a Bruno u zrodu uměleckého sdružení Berlin Secession.
V roce 1901 se Bruno a Paul rozhodli podnikání rozdělit. Paul pokračoval ve vedení galerie a prodeji umění, zatímco Bruno své vydavatelství přestěhoval a dále rozšířil jeho činnost. V roce 1903 se k němu jako redaktor přidává Christian Morgenstern a zakládají časopis "Das Theater".
1936 vydává Cassirerovo nakladatelství svojí poslední knihu. Židovská nakladatelství byla vyloučena z Říšské komory vydavatelů. V roce 1938 se část Cassirerovy rodiny rozhodla emigrovat do Anglie, do Oxfordu, kde Bruno a jeho zeť George Hill (narozen jako Günther Hell) zakládají nové vydavatelství "B. Cassirer (Publ.) Ltd". Bruno Cassirer umírá 20. října 1941 v Oxfordu.